# Meliosma allenii
Meliosma allenii är en tvåhjärtbladig växtart som beskrevs av Standley. och L. O. Williams. Meliosma allenii ingår i släktet Meliosma och familjen Sabiaceae. Inga underarter finns listade.